# Abzu (Gottheit)
Abzu ist ein Gott der sumerischen und damit auch der akkadischen, babylonischen und assyrischen Religion. Über die Prozesse der Kulturbildung und Tradierung wurde Abzu zum Prototyp der Gottheiten und mythischen Kosmogonien diverser altorientalischer sowie weiterer Völker. Unter Apsu (aus dem Akkadaischen übersetzt) eine Darstellung mit Schwerpunkt auf materielle Attribute.
Abzu ist die göttliche Personifizierung des sich unter der Erde befindlichen Grundwassers. Dieses trägt seinen Namen und ist seine Wohnstatt. Darüber hinaus gilt Apzu als kosmischer Süßwasserozean, der die Welt (Himmel An/Anu und Erde Urasch/Ki) vollständig umgibt und die Quelle allen Süßwassers ist. Ihm entstammen auch die sieben als Abgal bekannten Geisterwesen.

## Religiöse Bedeutung
Nach akkadischer Tradition ist Abzu Gemahl und Gegenpart der Meeresgöttin Tiamat. Tiamat symbolisiert das Salzwasserweltmeer, das auf der Erdoberfläche das Festland als gewaltiger Strom umfließt. Abzu ist einer der alten Götter, die durch die Erhebung des Erdgottes Enki gestürzt und getötet wurden. Durch diesen Götterkampf kam eine jüngere Generation Götter zur Macht; Enki wurde zum „Herr des Abzu“. Aus den entseelten Körpern der alten Götter (ihren „Namen“) wurde der Himmel geschaffen, was zugleich zur Erschaffung von Luft und Erde führte.
Unter der Herrschaft des Windgottes Enlil (Gottheit der Luft) gab es zwei Götterparteien (die oberen Anunna und die unteren Igigu) zu befrieden. Letztere hoben in schwerer Arbeit die Betten zweier großer Flüsse aus, um die sonst dürr bleibende Erde zu bewässern. In diesem großen Garten kam es zum Streit unter den Götterparteien; um ihn zu befrieden und sich von der Arbeit zu entledigen, erschufen sie ein erstes Paar Menschen (s. Athrahasis-Epos). Ein Tempel Enkis, in dem die bald zu einer lärmenden Masse vermehrten Menschen ihren Schöpfern von den Früchten ihrer Arbeit Opfer darbringen mussten, lag in Eridu. Sie nannten den Tempel Eapsu: das „Haus des Ozeans“.
Im babylonischen Mythos Enuma Elisch sind Abzu („der Uranfängliche“) und Tiamat („die sie alle gebar“) die ersten Daseinsformen, lange vor der Erschaffung von Himmel und Erde. In ihrer innigen, unaufhörlichen Verbindung zeugen sie mehrere Götter, unter anderem Laḫmu und Laḫamu, über die außer den Namen jedoch nichts bekannt ist. Später jedoch werden Abzu und Tiamat von den jungen Göttergenerationen gestört, so will Abzu sie vernichten. Sein Berater und Begleiter Mummu unterstützt ihn dabei und regt den Plan zur Tötung der anderen Götter an. Tiamat ist damit aber nicht einverstanden und versucht, ihn zu beschwichtigen. Der Gott Enki erhält Kunde von Abzus Plänen und lässt diesen durch einen Zauber in tiefen Schlaf versinken. Danach tötet er ihn, nimmt Mummu gefangen und beansprucht den getöteten Abzu als Wohnstatt für sich. Er wird nun der Herr über das Süßwasser. Tiamat ist nun lange Zeit alleine und vergessen. Als jedoch der Marduk als strahlender, mächtiger Sohn von Enki erscheint, wenden sich die alten Götter, die ihn fürchten, an Tiamat, rühren an ihre Einsamkeit und bewegen sie dazu, ihnen zu helfen und Abzus Tod damit zu rächen. Sie fühlt sich endlich wieder gebraucht und geht darauf ein. In dem darauffolgenden Kampf wird sie von Marduk getötet, die rebellierenden Götter werden eingesperrt, bis Marduk die Welt neu geordnet hat, wobei er Teile der toten Tiamat benutzt. Daraufhin holt er die Gefangenen wieder heraus, tötet den Anstifter Kingu und setzt die Götter als Wächter über die verschiedenen Regionen ein.